# CC・サバシア
カーステン・チャールズ・サバシア・ジュニア（Carsten Charles "CC" Sabathia Jr., 1980年7月21日 - ）は、アメリカ合衆国カリフォルニア州ソラノ郡ヴァレーホ出身の元プロ野球選手（投手）。左投左打。愛称はダブ。
かつては登録名をC.C.サバシア（C.C. Sabathia）としていたが、2008年シーズン途中の移籍を機に終止符をなくしたものに変更している。

## 経歴

### プロ入り前
カリフォルニア州ヴァレーホで誕生。生まれたときから既に体重が8ポンド12オンス（約3969グラム）もあった。メア・アイランド海軍造船所などで働いていた父コーキーは息子をNFL・オークランド・レイダースやMLB・オークランド・アスレチックスなど地元プロスポーツの試合に連れて行き、トラビス空軍基地で夜勤をしていた母マージーはソフトボール経験者として息子の投球練習につきあっていた。野球以外にもアメリカンフットボールやバスケットボールなど様々なスポーツをプレイしていたが、他の子供よりも体が大きいことから相手に実年齢を疑われるようになり、母が試合の度に出生証明書の写しを持っていくようになる。ただ、当時のサバシアは大きな体格とは裏腹に、相手に打たれてマウンド上で泣き出してしまったり、あるいは感情的になって怒りを露わにしたりすることが多々あった。そのため母はサバシアが精神的に強くなれるよう厳しく接した。サバシアが14歳のときには、彼が球審の判定に文句をつけたところ母が試合中にもかかわらず息子を車に乗せて強制帰宅させたこともあり、当時を彼は「あれは恥ずかしかったけど、感情を常にコントロールすることの大切さを知るいい教訓になった」と振り返る。
ヴァレーホ高等学校に進学後は野球にフットボール、バスケのそれぞれで頭角を現す。野球では早くからスカウトの間で「まるで大人のような子供が、時速90マイルの速球を投げている」と噂になっていた。最上級生のときには、投手として46.2イニングで6勝0敗、82奪三振、防御率0.77を記録したうえ、打撃ではチーム一の強打者だったので、登板のない日には一塁手や左翼手としても出場していた。アメリカンフットボールではタイトエンドとしてオール・カンファレンスに選出され、バスケットボールでは州を代表するパワーフォワードとして高い評価を受けていた。ハワイ大学がアメリカンフットボール奨学生のオファーをサバシアに出し、これに対してサバシアは野球も両立できるようにする条項を契約書に加えたうえでサインした。

### プロ入りとインディアンス時代
1998年のMLBドラフト1巡目（全体20位）でクリーブランド・インディアンスから指名されると、サバシアは進学を撤回してプロ野球選手の道を選んだ。
絶対にこの逸材は潰してはならないと、球団は慎重かつ綿密な育成プランを立てた。サバシアは入団後、まず傘下のアパラチアンリーグのルーキー級バーリントン・ロイヤルズで5試合に登板し、18回を投げ35奪三振と投球回数の2倍近い三振を奪った。
1999年は肘を痛めたためシーズン開幕時は投球できずにいたが、後に回復し、A-級マホーニングバレー・スクラッパーズからA+級キンストン・インディアンスまで3クラスで計16試合に登板した。
2000年にはAA級アクロン・エアロズに昇格し、オールスター・フューチャーズゲームや、野球殿堂のエキシビション・ゲームなどに派遣された。同年のシドニーオリンピックの野球アメリカ合衆国代表候補に選出されたが、インディアンス側がサバシアを先発として起用することを条件に代表入りを許可していたのに対し、代表チームが中継ぎで登板させる方針だったことが発覚したため、インディアンスは既にシドニー入りしていたサバシアを無理矢理帰国させている。
2001年、AAA級を飛び越えてメジャーに昇格した。GM補佐のマーク・シャパイロは「有望な若手はじっくりと育てた方がいい」と考えていたため、サバシアのメジャー昇格に慎重な姿勢を崩さなかったが、チャーリー・マニエル監督とディック・ポール投手コーチの強い要望に最後は折れ、メジャー入りを認めた。開幕5試合目の4月8日にボルチモア・オリオールズ戦で先発してメジャーデビュー。その後は先発ローテーションに定着し、レギュラーシーズンでは33試合に先発してチーム最多となる17勝（アメリカンリーグ6位）5敗、171奪三振（同7位）、防御率4.39を記録し、チームの地区優勝に貢献した。

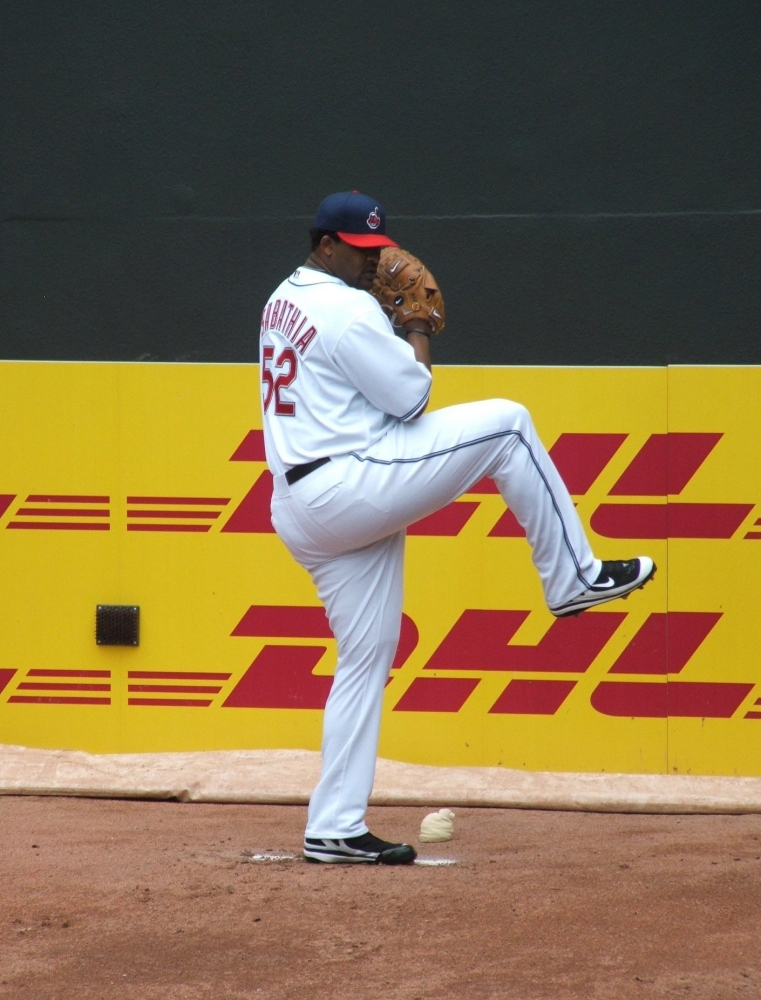
インディアンス時代のサバシア。ブルペンで投球練習中（2006年）

ポストシーズンはシアトル・マリナーズとの地区シリーズ第3戦に先発。初回こそ緊張のあまり制球を乱したが、最終的には6回を2失点に抑えて勝利投手となった。シーズン終了後の新人王投票では、イチローに次ぐ2位となる。投票権を持つ全米野球記者協会（BBWAA）の記者28人のうち27人がイチローに1位票を入れたなか、オハイオ州エリリアのクロニクル・テレグラム紙記者だけが「（日本プロ野球で9年のプレイ経験があるイチローよりも）サバシアの方が "新人" らしい」としてサバシアに1位票を投じている。この活躍を受け球団は、2002年シーズンからの4年総額950万ドル（5年目の2006年シーズンは球団オプション）で契約を延長した。こうしてサバシアは「本格派左腕として今後の球界を代表する存在になるだろう」と期待されるようになった。
しかし2002年以降、サバシアは伸び悩んだ。精神面が安定せず、サバシアとバッテリーを組むビクター・マルティネスが「何か理由を見つけては怒り狂っていた」と語るように、自分を抑えることができなくなっていた。また、相次ぐ怪我にも見舞われた。
2004年は開幕直後に上腕二頭筋を痛めて故障者リスト入りとなったのに加えて、復帰後には左肩も故障。医者通いをしながら登板を続けたものの、9月中旬には膝の腱まで痛め、再び故障者リスト入りしてシーズンを終えた。
2005年にも、球団との契約延長交渉を進めていた最中の3月6日に脇腹を負傷。開幕を故障者リスト入りで迎え、シーズン初登板は開幕から半月近くが経った4月17日と出遅れる。契約交渉は同月27日にまとまり、2007年シーズンから2年総額1775万ドルで残留が決まった。
しかし、2006年4月の試合中にまたも右腹部を痛めて戦線離脱したことで、ついには巨漢サバシアのコンディショニングを問題視する声も出るようになった。この年、サバシアの登板数はデビュー以来初めて30試合未満となっていた。
2007年はサバシアはそれまでとは違う洗練された投球を見せた。各球団エースの中でサバシアだけは投球回が210を超えることはない、と予想する声もあったが、ボールを低めに集めるのを徹底したことで試合中盤に打ち込まれることが減った。相手打者として対戦したトリー・ハンターはサバシアの変貌ぶりを「投手として成熟してきた。三振も取れるが、必要なときにはゴロを打たせて併殺に仕留められるようになっている」と語っている。結果としてリーグ最多の241.0イニングを投げて与四球を37個に抑え、19勝（リーグ2位）7敗、209奪三振（同5位）、防御率3.21（同5位）という成績を残し、エースとして活躍。6年ぶり出場のポストシーズンでは、ボストン・レッドソックスとのリーグ優勝決定戦で2戦2敗、防御率10.45と本来の力を発揮することができなかったが、サイ・ヤング賞を初受賞するなど、レギュラーシーズンでの働きは高く評価された。

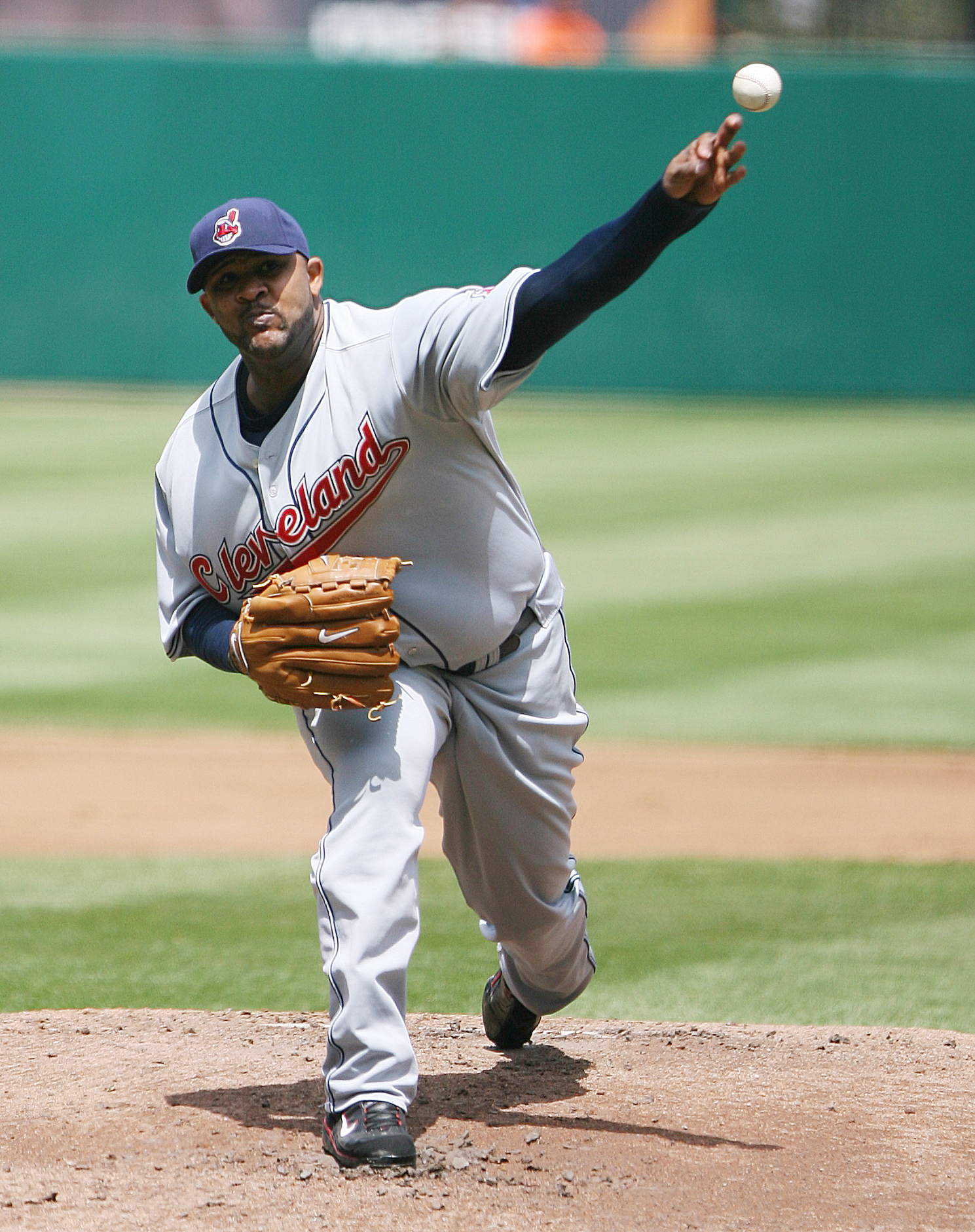
2007年、サバシアは圧倒的な投球を見せサイ・ヤング賞を受賞

インディアンスはシーズン終了後サバシアに対し、2009年シーズン以降の新契約を打診した。オファーは4年総額7000万ドル前後とみられるが、サバシア側はこれを拒否したうえで、2008年シーズン終了までは交渉はしないと宣言した。インディアンスはあまり裕福な球団ではなく、高額なオファーは出せないため、このサバシア側のオファー拒否によって、来シーズンがサバシアのインディアンスでの最終年になる可能性が大きくなった。
2008年は開幕投手を務めた。しかし開幕戦を6回途中5失点で降板するなど、4月終了時点で1勝4敗、防御率7.88と不振に陥った。さらにチームも、前年の地区優勝から一転して最下位に低迷。サバシアは5月・6月の2か月間で5勝4敗、防御率2.19と復調したが、チームはなかなか浮上できなかった。そのためインディアンスがシーズン途中でサバシアを有望若手選手とのトレードで放出することが濃厚になった。

### ブルワーズ時代
2008年7月7日にマット・ラポータ、マイケル・ブラントリーら若手4選手とのトレードで、サバシアがミルウォーキー・ブルワーズへ移籍することが決定した。ブルワーズは資金力がある球団ではないため、シーズン終了後にサバシアと契約を延長する可能性は低く、ブルワーズの狙いはシーズン終了後にサバシアがFA移籍することで移籍先の球団から補償としてドラフト上位指名権を獲得することにあると見られた。
ナショナルリーグ中地区でポストシーズン進出を争っていたブルワーズにとって、サバシアの獲得は大きなプラスとなった。移籍翌日・8日のロッキーズ戦から8月31日のパイレーツ戦まで、サバシアは11試合88イニングを投げて9勝0敗、防御率1.43と相手打線をほぼ完全に封じ込め、この間7月・8月と2か月連続で月間最優秀投手賞を受賞。さらに、シーズンが佳境に入った9月には3試合連続で中3日での先発登板をするなど、チームを支えた。その結果、3度目の中3日登板となったレギュラーシーズン最終戦でサバシアは122球完投勝利を挙げ、ブルワーズはワイルドカードで28年ぶりのポストシーズン進出を決めた。
ナショナルリーグでは3か月弱しか投げていないにもかかわらず、サバシアはリーグ最多の7完投、3完封を記録。移籍前のアメリカンリーグでの成績と合計すると、奪三振、防御率、完投、完封、投球回で、前年のサイ・ヤング賞受賞時の成績を大幅に上回る自己最高を記録した。
ポストシーズンはフィラデルフィア・フィリーズとの地区シリーズ第2戦に先発したが、4回途中5失点で降板し敗戦投手となった。また、1勝2敗で迎えた第4戦では3回に代打として出場したが三振に倒れ、チームも敗退。ブルワーズをワールドシリーズに導くことまではできなかった。オフの11月1日にFAになった。

### ヤンキース時代
FAとなると、ブルワーズを含めた複数球団による争奪戦が繰り広げられた。サバシアとの独占交渉権を同月13日まで保有していたブルワーズは5年総額1億ドルを提示した。他球団との交渉解禁となった14日には、ニューヨーク・ヤンキースが6年総額1億4000万ドルでオファーした。その後、サバシアが生まれ育ったカリフォルニア州を本拠地とするロサンゼルス・ドジャースが獲得に興味を示し、サバシア本人もドジャースを希望していると報じられたこともあった。その結果、12月18日にヤンキースが7年総額1億6100万ドルで当時の投手史上最高額の大型契約でサバシアとを獲得した。

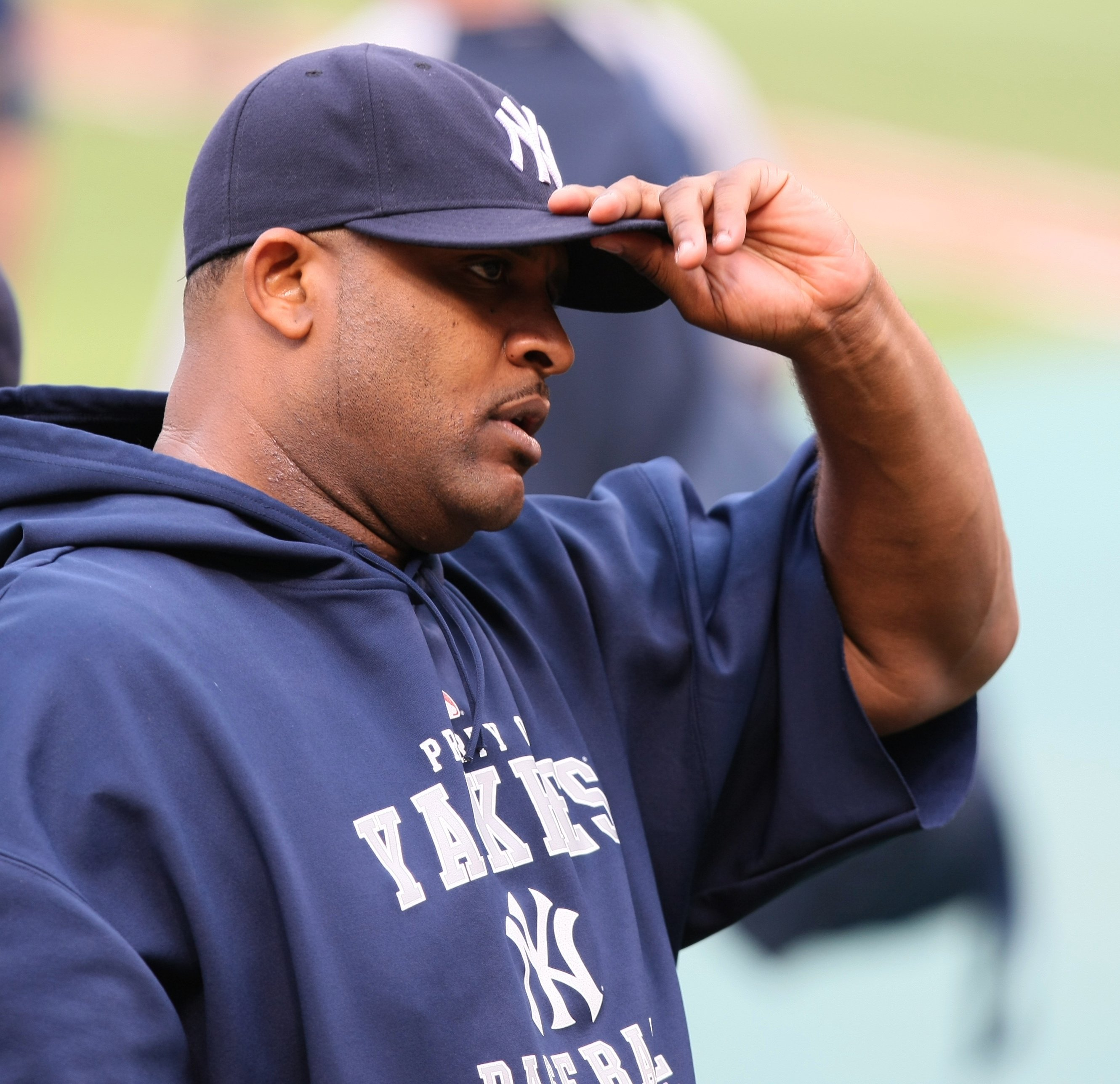
2009年8月31日

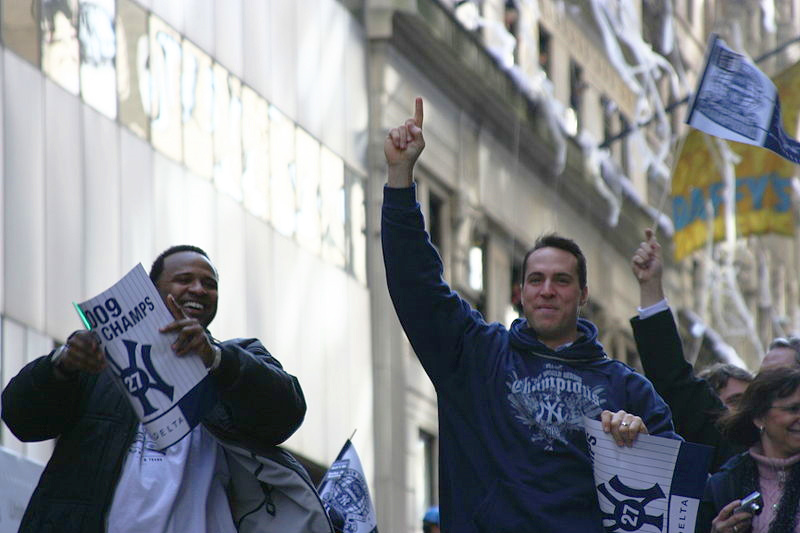
ヤンキースの優勝パレード（右はマーク・テシェイラ）

2009年は開幕投手となったサバシアは19勝を記録し、最多勝のタイトルを獲得した。過去2年間は結果を残せなかったポストシーズンでは、ミネソタ・ツインズとの地区シリーズでは第1戦を7回途中2失点でまとめ勝利投手になり、ロサンゼルス・エンゼルス・オブ・アナハイムとのリーグ優勝決定戦では2試合16イニングを投げ2勝、防御率1.12の好投でシリーズMVPを受賞。ヤンキース6年ぶりのリーグ優勝の原動力となる。自身初の出場となったフィリーズとのワールドシリーズでも、2試合でチェイス・アトリーにソロ本塁打計3本を浴びた以外はほぼ抑え、ヤンキースはフィリーズを4勝2敗で下しワールドシリーズ優勝となった。このワールドシリーズでの優勝はサバシア自身初めての経験となった。
2010年も最多勝を獲得。4月10日のタンパベイ・レイズ戦、8回裏二死まで2四球のみの無安打に抑えていたが、この試合の111球目でケリー・ショパックに安打を打たれてノーヒットノーランを逃し、その直後に降板した。9月18日のオリオールズ戦に7回3失点で勝利したことで、自身初の20勝も達成した。この年のヤンキースの先発ローテーションは、A.J.バーネットやハビアー・バスケスが期待外れだったり、アンディ・ペティットが故障で長期欠場したりと不安定で、その中でサバシアはひとりローテーションを支え続けた。ヤンキースはワイルドカードで2年連続のポストシーズン進出。しかし、テキサス・レンジャーズとのリーグ優勝決定戦に2勝4敗で敗れ、ワールドシリーズ連覇はならなかった。このシリーズでサバシアは2試合に先発し、いずれの試合もヤンキースは勝ったものの、サバシアは計10イニングで7失点に終わった。シーズンオフに右膝の半月板損傷と診断され、関節鏡視下手術を行った。
2011年7月26日のマリナーズ戦で6.1回を無安打無失点に抑えたが、雨で中断。再開後の7回にブレンダン・ライアンに安打を打たれ完全試合は途切れた。サバシアはこの月のピッチャー・オブ・ザ・マンスに選出された。9月10日のエンゼルス戦でトリー・ハンターから自身2000個目の三振を奪った。この年は19勝を記録したが、最多勝のタイトルは獲得できなかった。シーズン終了後、契約にはFAの行使が認められていたものの、ヤンキースでプレーすることを望み契約を延長した。
2012年は15勝を記録し、ディビジョンシリーズでは第1戦と第5戦に先発登板しいずれも勝利し、チャンピオンシップシリーズでは、3連敗後の第4戦に先発登板したが3.2回を投げ6失点し敗戦。チームは敗退した。10月25日に骨棘を除去する関節鏡視下手術を受ける。12月には従兄弟が心臓病で亡くなり、以降減量に取り組む。
2013年4月1日に本拠地でのレッドソックスを迎えての開幕戦に先発登板したが、5回を投げて4四球、8被安打で4失点を喫し、敗戦投手になった。7月3日、敵地でのツインズ戦に先発登板。7回121球を投げて7安打、2失点に抑えて勝利投手になり、通算200勝を達成した。このシーズンは通算で32試合に先発登板し14勝13敗だった。15勝に到達しないシーズンはインディアンス在籍時代の2006年以来であり、防御率4.78は自己最低の記録となった。シーズン終盤には、9月20日に行われたサンフランシスコ・ジャイアンツ戦で左ハムストリングを痛め、残りの試合とプレーオフの登板を回避することとなった。
2014年は開幕投手を務めたが、5月11日に右膝の炎症で15日間の故障者リスト入りした。7月1日に60日間の故障者リストへ異動し、7月2日にリハビリのためAA級トレントン・サンダーへ異動した。
2015年は復帰を果たしたが、開幕5連敗を喫するなど不振に陥った。29試合に先発登板して防御率4.73、6勝10敗に終わったが、規定投球回に達したのはヤンキースではサバシアだけだった。レギュラーシーズン終了直後の10月5日（現地時間）、アルコール依存症である事を告白し、症状を克服すべく施設に入るため、プレーオフでは登板しない事が発表された。
2016年は開幕前のイバン・ノバとの先発5番手争いを制して開幕ローテーション入りした。4月は防御率5.06と出遅れ、5月6日には左股関節の張りで15日間の故障者リストに入った。監督のジョー・ジラルディは復帰まで3週間かかる見通しであると語ったが、21日に最短復帰するとその後は好投を続け、5月は26イニングを投げ防御率1.04を記録した。6月22日の登板で4.1回6失点と打ち込まれてからは大幅に失速し2桁勝利はならなかったが、田中将大に次ぐチーム2位タイの9勝を記録し、4年ぶりの防御率3点台となる3.91を記録した。
2017年は開幕ローテーション2番手として開幕を迎えた。7月27日のレイズ戦で通算2800奪三振を記録、さらに9月19日のツインズ戦で、左投手としては歴代3位の2836奪三振を記録した。この年は2度の故障者リスト入りもあり規定投球回には達しなかったが、自身4年ぶりの2桁勝利かつルイス・セベリーノと並びチームトップタイである14勝を記録し、ここ数年の不振から一定の復活を見せた。11月2日にFAとなったが、12月16日にヤンキースと1年総額1000万ドルで契約に合意したと報じられ、12月26日に正式に再契約した。
2018年も開幕ローテーションに名を連ね、29試合に先発登板。2桁勝利はならなかったが、9勝7敗、防御率3.65という成績を記録した。シーズン最終登板となった9月27日のレイズ戦で報復死球を行ったことで退場となり、翌2019年シーズン開幕から5試合の出場停止処分が下された。またこの退場でシーズン155イニング到達による50万ドルの出来高ボーナスを逃したことになり、話題を呼んだ。オフの11月7日にヤンキースと1年総額800万ドルで再契約を結んだ。
2019年2月15日に同年限りでの現役引退を表明した。オフに心臓付近の手術を受けており、健康不安を抱えスプリングトレーニングに入っていた。4月30日のアリゾナ・ダイヤモンドバックス戦で史上17人目の通算3000奪三振を達成、左投手としてはスティーブ・カールトン、ランディ・ジョンソンに続く史上3人目の快挙だった。6月19日のレイズ戦で史上48人目の通算250勝達成、250勝&3000奪三振の達成は史上14人目である。7月9日、かつて在籍したインディアンスの本拠地プログレッシブ・フィールドで行われたオールスターゲームで始球式を務め、9回には伝令役としてマウンドに向かった。9月18日、エンゼルス戦で本拠地最後の先発登板したものの3回2失点満塁の場面で降板、しかしファンはスタンディングオベーションで迎えた。その後はキャリア最終年にして自身初のリリーフに転向した。10月17日のヒューストン・アストロズとのリーグ優勝決定戦の第4戦で8回にリリーフ登板したが、左肩を痛めて降板。翌日、左肩関節の亜脱臼により登録メンバーから外れることが発表され、この試合が現役最後の登板となった。10月21日、自身のツイッターに引退メッセージを載せた。
2025年1月21日、得票率86.8%で資格取得1年目にしてアメリカ野球殿堂入りを果たした。2月10日、レリーフの帽子部分にはヤンキースのロゴが入ることが決定した。

## 選手としての特徴
| 球種           | 配分 % | 平均球速 mph (km/h) | 水平運動 in | 鉛直運動 in |
| -------------- | ------ | ------------------- | ----------- | ----------- |
| フォーシーム   | 50     | 95 (153)            | 5.8         | 8.4         |
| スライダー     | 22     | 81 (131)            | -5.9        | -1.6        |
| チェンジアップ | 22     | 87 (140)            | 9.5         | 6.0         |
| シンカー       | 6      | 94 (152)            | 9.2         | 6.7         |
| カーブ         | 1      | 78 (126)            | -2.5        | -2.5        |

主な持ち球は、91-97mph（約146.4-156.1km/h）、最速100mphの速球、82-85mph（約131.9-136.8km/h）のスライダー、80-83mph（約128.7-133.5km/h）のチェンジアップの3つ。MLBでは際立った速球投手というわけではないが、相手打者としてサバシアの球を見たマイク・ローウェルは、速球を「30フィート（約9メートル）ぐらいから投げ込んでくるように見える」、変化球を「鋭いスライダーと効果的なチェンジアップ」と表現している。基本的にはこれらの球種を駆使して三振を多く奪うタイプである。2005年から2007年まで奪三振数・奪三振率ともにアメリカンリーグの上位10人以内に入っている。2008年はリーグをまたいでの移籍をしたため両リーグそれぞれのランキングには入っていないが、その合計ではMLB全体で奪三振数が2位、奪三振率が5位だった。デレク・ジーターは、右打者の内角に速球を思い切って投げ込むサバシアを「小細工をせずに勝負を挑んでくる。現役最高のパワーピッチャーの一人」と評した。
2012年から球速が下降し始めそれに従い成績も悪化していったが、2016年からカッターを投球に取り入れたことで技巧派として復活した。2017年時点での投球は平均91mphのツーシームファストボール（シンカー）と平均90mphのカッター、平均80mphのスライダーを中心に、平均92mphのフォーシームファストボールや平均84mphのチェンジアップを交えるものであり、2016年のウィークコンタクト率は.464と、MLB全体ベストだった。
かつては制球が課題と言われ、与四球率は1年目に4.74を記録していたのが、2007年に1.38、2008年には2.09と年々向上し、半分以下の数値になってきている。制球力の向上は打たせて取る投球術の習得にもつながり、サバシアがスタミナを温存して長いイニングを投げることができる一因となっている。その結果2008年には、ナショナルリーグでは3か月弱しか投げていないにもかかわらず、同リーグ最多の7完投・3完封を記録した。また、2007年以降5年連続でレギュラーシーズンの投球回が230以上、ポストシーズンも含めると240以上になっている。
サバシアは2017年8月、左腕投手の奪三振数でアメリカン・リーグの歴代トップとなった。2019年シーズン終了後の引退時点で、キャリア勝利数、キャリア投球回、キャリア奪三振数で現役メジャーリーガー中トップの数字を記録した選手でもある。
このようにサバシアはMLBの歴代でも指折りの支配的な投手であり、彼は2005年から2012年までの期間における、メジャーリーグ最多勝投手という記録を持っている。また彼は、2000年から2020年までの20年の期間に、他のどのメジャーリーグの投手よりも多くの勝利、先発試合、投球回、奪三振を記録している。
サバシアは左投左打だが、実際は右利きである。彼は2歳の時に父親の助言で左手でボールを投げ始めたと述べている。守備はあまり得意ではなく、バントに対するフィールディングなどは苦手である。また、クイックモーションでの牽制ができず、左腕であるにもかかわらず走者が出ると盗塁を許すことが多かった。
打者としてのサバシアは、121打数（127打席）で25安打を放ち、打率.207を記録した。同じシーズンに両リーグで本塁打を打った史上3人目の投手という珍しい本塁打記録を保持している。2008年6月21日、インディアンスに所属していたサバシアは、ロサンゼルス・ドジャースの朴賛浩投手から440フィート（約134メートル）の本塁打を放ち、さらに同年7月13日、ブリュワーズ移籍後の2試合目で、シンシナティ・レッズの投手ホーマー・ベイリーからシーズン2本目の本塁打を打った。これは、1970年にアール・ウィルソンがデトロイトとサンディエゴで達成して以来初の記録である。

## 詳細情報

### 年度別投球成績
| 年 度     | 球 団     | 登 板 | 先 発 | 完 投 | 完 封 | 無 四 球 | 勝 利 | 敗 戦 | セ 丨 ブ | ホ 丨 ル ド | 勝 率 | 打 者 | 投 球 回 | 被 安 打 | 被 本 塁 打 | 与 四 球 | 敬 遠 | 与 死 球 | 奪 三 振 | 暴 投 | ボ 丨 ク | 失 点 | 自 責 点 | 防 御 率 | W H I P |
| --------- | --------- | ----- | ----- | ----- | ----- | -------- | ----- | ----- | -------- | ----------- | ----- | ----- | -------- | -------- | ----------- | -------- | ----- | -------- | -------- | ----- | -------- | ----- | -------- | -------- | ------- |
| 2001      | CLE       | 33    | 33    | 0     | 0     | 0        | 17    | 5     | 0        | 0           | .773  | 763   | 180.1    | 149      | 19          | 95       | 1     | 7        | 171      | 7     | 3        | 93    | 88       | 4.39     | 1.35    |
| 2002      | CLE       | 33    | 33    | 2     | 0     | 0        | 13    | 11    | 0        | 0           | .542  | 891   | 210.0    | 198      | 17          | 88       | 2     | 1        | 149      | 6     | 3        | 109   | 102      | 4.37     | 1.36    |
| 2003      | CLE       | 30    | 30    | 2     | 1     | 0        | 13    | 9     | 0        | 0           | .591  | 832   | 197.2    | 190      | 19          | 66       | 3     | 6        | 141      | 4     | 2        | 85    | 79       | 3.60     | 1.30    |
| 2004      | CLE       | 30    | 30    | 1     | 1     | 0        | 11    | 10    | 0        | 0           | .524  | 787   | 188.0    | 176      | 20          | 72       | 3     | 7        | 139      | 1     | 1        | 90    | 86       | 4.12     | 1.32    |
| 2005      | CLE       | 31    | 31    | 1     | 0     | 1        | 15    | 10    | 0        | 0           | .600  | 823   | 196.2    | 185      | 19          | 62       | 1     | 7        | 161      | 7     | 0        | 92    | 88       | 4.03     | 1.26    |
| 2006      | CLE       | 28    | 28    | 6     | 2     | 2        | 12    | 11    | 0        | 0           | .522  | 802   | 192.2    | 182      | 17          | 44       | 3     | 7        | 172      | 3     | 0        | 83    | 69       | 3.22     | 1.17    |
| 2007      | CLE       | 34    | 34    | 4     | 1     | 1        | 19    | 7     | 0        | 0           | .731  | 975   | 241.0    | 238      | 20          | 37       | 1     | 8        | 209      | 1     | 0        | 94    | 86       | 3.21     | 1.14    |
| 2008      | CLE       | 18    | 18    | 3     | 2     | 2        | 6     | 8     | 0        | 0           | .429  | 507   | 122.1    | 117      | 13          | 34       | 1     | 3        | 123      | 1     | 2        | 54    | 52       | 3.83     | 1.23    |
| 2008      | MIL       | 17    | 17    | 7     | 3     | 1        | 11    | 2     | 0        | 0           | .846  | 516   | 130.2    | 106      | 6           | 25       | 0     | 4        | 128      | 1     | 0        | 31    | 24       | 1.65     | 1.00    |
| '08計     | MIL       | 35    | 35    | 10    | 5     | 3        | 17    | 10    | 0        | 0           | .630  | 1023  | 253.0    | 223      | 19          | 59       | 1     | 7        | 251      | 2     | 2        | 85    | 76       | 2.70     | 1.12    |
| 2009      | NYY       | 34    | 34    | 2     | 1     | 0        | 19    | 8     | 0        | 0           | .704  | 938   | 230.0    | 197      | 18          | 67       | 7     | 9        | 197      | 5     | 0        | 96    | 86       | 3.37     | 1.15    |
| 2010      | NYY       | 34    | 34    | 2     | 0     | 0        | 21    | 7     | 0        | 0           | .750  | 970   | 237.2    | 209      | 20          | 74       | 6     | 7        | 197      | 8     | 1        | 92    | 84       | 3.18     | 1.19    |
| 2011      | NYY       | 33    | 33    | 3     | 1     | 0        | 19    | 8     | 0        | 0           | .704  | 985   | 237.1    | 230      | 17          | 61       | 4     | 7        | 230      | 2     | 1        | 87    | 79       | 3.00     | 1.23    |
| 2012      | NYY       | 28    | 28    | 2     | 0     | 0        | 15    | 6     | 0        | 0           | .714  | 833   | 200.0    | 184      | 22          | 44       | 2     | 8        | 197      | 4     | 1        | 89    | 75       | 3.38     | 1.14    |
| 2013      | NYY       | 32    | 32    | 2     | 0     | 0        | 14    | 13    | 0        | 0           | .519  | 908   | 211.0    | 224      | 28          | 65       | 5     | 4        | 175      | 7     | 1        | 122   | 112      | 4.78     | 1.37    |
| 2014      | NYY       | 8     | 8     | 0     | 0     | 0        | 3     | 4     | 0        | 0           | .429  | 209   | 46.0     | 58       | 10          | 10       | 0     | 4        | 48       | 2     | 0        | 31    | 27       | 5.28     | 1.48    |
| 2015      | NYY       | 29    | 29    | 1     | 0     | 0        | 6     | 10    | 0        | 0           | .375  | 726   | 167.1    | 188      | 28          | 50       | 3     | 6        | 137      | 5     | 1        | 92    | 88       | 4.73     | 1.42    |
| 2016      | NYY       | 30    | 30    | 0     | 0     | 0        | 9     | 12    | 0        | 0           | .429  | 768   | 179.2    | 172      | 22          | 65       | 1     | 9        | 152      | 2     | 1        | 83    | 78       | 3.91     | 1.32    |
| 2017      | NYY       | 27    | 27    | 0     | 0     | 0        | 14    | 5     | 0        | 0           | .737  | 623   | 148.2    | 139      | 21          | 50       | 1     | 5        | 120      | 5     | 0        | 64    | 61       | 3.69     | 1.27    |
| 2018      | NYY       | 29    | 29    | 0     | 0     | 0        | 9     | 7     | 0        | 0           | .563  | 665   | 153.0    | 150      | 19          | 51       | 0     | 11       | 140      | 3     | 0        | 72    | 62       | 3.65     | 1.31    |
| 2019      | NYY       | 23    | 22    | 0     | 0     | 0        | 5     | 8     | 0        | 1           | .385  | 468   | 107.1    | 112      | 27          | 39       | 0     | 3        | 107      | 0     | 0        | 64    | 59       | 4.95     | 1.41    |
| MLB：19年 | MLB：19年 | 561   | 560   | 38    | 12    | 7        | 251   | 161   | 0        | 1           | .609  | 14989 | 3577.1   | 3404     | 382         | 1099     | 44    | 123      | 3093     | 74    | 17       | 1623  | 1485     | 3.74     | 1.26    |

- 各年度の太字はリーグ最高

### 年度別守備成績
| 年 度 | 球 団 | 投手（P） | 投手（P） | 投手（P） | 投手（P） | 投手（P） | 投手（P） |
| 年 度 | 球 団 | 試 合     | 刺 殺     | 補 殺     | 失 策     | 併 殺     | 守 備 率  |
| ----- | ----- | --------- | --------- | --------- | --------- | --------- | --------- |
| 2001  | CLE   | 33        | 3         | 21        | 1         | 1         | .960      |
| 2002  | CLE   | 33        | 2         | 19        | 1         | 2         | .955      |
| 2003  | CLE   | 30        | 7         | 19        | 2         | 2         | .929      |
| 2004  | CLE   | 30        | 1         | 17        | 0         | 2         | 1.000     |
| 2005  | CLE   | 31        | 2         | 17        | 2         | 0         | .905      |
| 2006  | CLE   | 28        | 7         | 15        | 3         | 1         | .880      |
| 2007  | CLE   | 34        | 1         | 24        | 1         | 1         | .962      |
| 2008  | CLE   | 18        | 2         | 10        | 0         | 1         | 1.000     |
| 2008  | MIL   | 17        | 3         | 18        | 1         | 4         | .955      |
| '08計 | MIL   | 35        | 5         | 28        | 1         | 5         | .971      |
| 2009  | NYY   | 34        | 3         | 28        | 0         | 0         | 1.000     |
| 2010  | NYY   | 34        | 4         | 30        | 1         | 3         | .971      |
| 2011  | NYY   | 33        | 3         | 21        | 3         | 2         | .889      |
| 2012  | NYY   | 28        | 1         | 27        | 0         | 0         | 1.000     |
| 2013  | NYY   | 32        | 1         | 30        | 2         | 2         | .939      |
| 2014  | NYY   | 8         | 1         | 5         | 0         | 0         | 1.000     |
| 2015  | NYY   | 29        | 3         | 7         | 1         | 0         | .909      |
| 2016  | NYY   | 30        | 2         | 18        | 4         | 2         | .833      |
| 2017  | NYY   | 27        | 2         | 19        | 1         | 0         | .955      |
| 2018  | NYY   | 29        | 0         | 12        | 3         | 1         | .800      |
| 2019  | NYY   | 23        | 0         | 3         | 2         | 1         | .600      |
| MLB   | MLB   | 561       | 48        | 360       | 28        | 25        | .936      |

- 各年度の太字はリーグ最高

### タイトル
- 最多勝利：2回（2009年、2010年）

### 表彰
- サイ・ヤング賞：1回（2007年）
- リーグチャンピオンシップシリーズMVP：1回（2009年）
- ウォーレン・スパーン賞：3回（2007年 - 2009年）
- ルーキー・オブ・ザ・マンス：1回（2001年7月）
- ピッチャー・オブ・ザ・マンス：5回（2006年5月、2008年7月・8月、2009年8月、2011年7月）
- プレイヤーズ・チョイス・アワーズ優秀投手：1回（2007年）
- プレイヤー・オブ・ザ・ウィーク：2回（2007年6月25日 - 7月1日、2008年6月9日 - 15日）

### 記録
MiLB
- オールスター・フューチャーズゲーム選出：1回（2000年）

MLB
- MLBオールスターゲーム選出：6回（2003年、2004年、2007年、2010年 - 2012年）
- 開幕投手：11回（2003年、2004年、2006年 - 2014年）
- 通算3000奪三振 ※MLB史上17人目（左投手では史上3人目）

### 背番号
- 52（2001年 - 2019年）